# Helmut Müller-Brühl
Helmut Müller-Brühl (Brühl, 28 de junio de 1933 – Brühl, 2 de enero de 2012) fue un director de orquesta alemán.

## Vida
Nació en la ciudad alemana de Brühl, situada en Renania del Norte-Westfalia, en 1933. Durante su etapa de formación fue alumno de Hermann Abendroth, el fundador de la Orquesta de Cámara de Colonia. En 1958 Müller-Brühl invitó a esta orquesta a ser la orquesta principal para los conciertos ofrecidos en su casa familiar, Schloss Brühl. En 1964 el director de la orquesta, Erich Kraak, invitó a Müller-Brühl a ser el director principal, y Müller-Brühl llevó la orquesta hasta 2008. Asimismo, Müller-Brühl colaboró con éxito con Takako Nishizaki en el álbum Discovery de conciertos para violín de Chevalier de Saint-Georges.
Müller-Brühl murió el 2 de enero de 2012, con 78 años, tras una larga enfermedad.

## Premios y reconocimientos
- 1999 – Orden del Mérito de Renania del Norte-Westfalia (Verdienstorden des Landes Nordrhein-Westfalen).